# Hoop Polska
Hoop Polska sp. z o.o. – przedsiębiorstwo z branży spożywczej od 2019 roku należące do spółki ZMB Capital sp. z o.o., właściciela firmy Ustronianka. Wcześniej, od 2008 roku, należało do Grupy Kofola ČeskoSlovensko a.s. Posiada swój zakład produkcyjny w Kutnie.
Portfolio produktów Hoop Polska obejmuje napój typu cola – Hoop Cola, syropy Paola, napój dla dzieci Jupik, wodę smakową dla dzieci Jupik Aqua, naturalną wodę mineralną Grodziska, Arctic, Oranżadę, napoje herbaciane Nestea, oraz napoje funkcjonalne ARCTIC+.
Jednocześnie Hoop Polska jest znanym i wiodącym producentem napojów pod marką własną, sprzedanych przez czołowe sieci handlowe w kraju. Posiada stosowne jakościowe certyfikaty ISO, IFS Food (International Featured Standard Food) oraz Program WCM (Word Class Manufacturing, czyli Produkcja Klasy Światowej), który w założeniu ma wykluczać marnotrawstwo, usterki i awarie. Hoop Polska od lat jest nagradzana na wielu płaszczyznach, między innymi: Hit Handlu, Złoty Paragon, Dobry Produkt – Wybór Konsumentów, Global Bottled Awards, Przebój FMCG.

## Historia
- 1992 – powstanie firmy Hoop w Bielsku Podlaskim. Początkowo wydajność linii produkcyjnej wynosiła 2500 butelek napojów na godzinę.
- 1993 – spółka zmieniła nazwę na Hoop International sp. z o.o.
- 1995 – napoje z oferty Hoop spełniały wszystkie normy jakościowe i technologiczne obowiązujące w Polsce i Unii Europejskiej. Stan taki firma osiągnęła jako pierwsza w Polsce[5]. Dzięki temu zawarła dwuletni kontrakt usługowy z amerykańskim producentem napojów – The Coca-Cola Company.
- 1997 – spółka zmieniła nazwę na Hoop S.A. Podjęcie współpracy z największym producentem napojów w Wielkiej Brytanii – Britvic International Ltd.
- 2001 – nabycie Przedsiębiorstwa Produkcji Wód Mineralnych Woda Grodziska
- 2002 – Hoop Polska rozpoczął działalność na rynku rosyjskim, poprzez spółkę Megapack.
- 2003 – Arctic+, jako pierwsza marka w Polsce, wykorzystał w komunikacji gwiazdę filmową (Cindy Crawford), kampania była kontynuowana przez ponad 2 lata.
- 2003 – 6 sierpnia akcje firmy zadebiutowały na Giełdzie Papierów Wartościowych w Warszawie.
- 2004 – budowa nowoczesnego zakładu produkcyjnego w Kutnie. Hoop Polska podpisała kontrakt na butelkowanie niegazowanych napojów funkcjonalnych dla dzieci z firmą Dreamworks – właścicielem wizerunku Shreka.
- 2006 – Hoop Polska przejął markę Paola. Hoop podpisał kontrakt na butelkowanie gazowanych napojów dla dzieci z firmą Mieszko – właścicielem marki Zozole.
- 2008 – fuzja spółek Kofola a.s i Hoop S.A. została przyjęta przez zarząd Hoopa 31 marca 2008, natomiast obie firmy zaczęły działać jako całość 2 czerwca 2008[1]. Przemianowanie na Kofola S.A. nastąpiło 23 grudnia 2008 roku[1].
- 2009 – 5 sierpnia zapadła decyzja o zamknięciu Zakładu Produkcyjnego firmy podległej Kofola SA – Hoop Polska sp. z o.o. w Tychach[6].
- 2015 – spółka została dopuszczona do obrotu na praskiej giełdzie papierów wartościowych[7], równocześnie doprowadziła do wycofania akcji z GPW w Warszawie[8].
- 2016 – spółka została wykluczona z obrotu na warszawskim parkiecie z dniem 15 marca 2016 roku[9].
- 2016 – Otwarcie nowej hali produkcyjno-magazynowej w zakładzie produkcyjnym w Kutnie. 27 lipca zapadła decyzja o zamknięciu zakładu produkcyjnego mieszczącego się w Bielsku Podlaskim[10], restrukturyzacja zakończyła się z końcem roku 2016. Pracę straciło łącznie 140 osób.
- 2017 – 20 lipca zapadła decyzja o zamknięciu zakładu produkcyjnego mieszczącego się w Grodzisku Wielkopolskim i finalizacja koncentracji produkcji w nowoczesnym zakładzie w Kutnie.
- 2019 – 4 lutego Grupa Kofola przeniosła do ZMB Capital 100% udziałów Hoop Polska. Grupa Ustronianka przejęła całą działalność Hoop Polska, w tym zakład i zaplecze produkcyjne w Kutnie, znaki towarowe dla kluczowych marek z portfolio firmy, a także pracowników i sieć dystrybucji[11].

## Produkowane napoje[12]
Portfolio produktów Hoop Polska obejmuje: linię orzeźwiających napojów gazowanych Hoop – ze sztandarową Hoop Colą oraz uzupełniającymi ofertę napojami owocowymi w wielu wariantach smakowych, syropy Paola, napoje dla dzieci Jupik, naturalną wodę mineralną Arctic+, napoje funkcjonalne Artcic+ (z linii Elements, Fizzy, Isosprint) oraz napoje Mr. Max.